# 沈培澤
沈培澤（1957年—），台灣木雕藝術家，新竹縣人，現居於台灣苗栗縣三義鄉。

## 簡介
沈培澤出生於新竹縣鄉下，國中畢業後在1980年師從木雕家曾進財老師，後又進入新竹世界工商美工科就讀，曾一度進入台玻就業，後來才又重新拾起木雕技藝，作品多是動物、花鳥、山水的浮雕，如今他同時往來各級學校教授木雕記憶，從苗栗縣社區大學、台灣藝術大學，甚至到偏遠山區的泰安國中教導技藝班學生，也被國立台灣工藝研究發展中心肯定，列定為台灣工藝之家。

## 展演記錄
- 1999年  新竹市文化局邀請竹塹建城170週年展
- 1999年  台北新光三越苗栗特色展
- 2000年  新竹市文化局邀請2000龍年生肖展
- 2000年  苗栗市藝文中心邀請「巧藝之美」木雕個展
- 2000年  苗栗縣木雕博物館邀請木雕個展
- 2001年  屏東市佛光緣美術館邀請木雕個展
- 2001年  總統府邀請苗栗木雕工藝展
- 2001年  行政院美化空間工藝展
- 2001年  台北市火車站地方展業工藝邀請展
- 2002年  桃園中正國際機場「宜古宜今」藝術邀請展
- 2002年  立法院國會藝廊邀請「巧藝澤學」木雕個展
- 2002年  中日韓木雕交流邀請展
- 2002年  榮獲木雕博物館典藏「親情」木雕作品一件
- 2003年  榮獲國立台灣工藝研究所典藏「清廉」木雕作品一件
- 2004年  中正國際機場「台灣之窗」藝術邀請展
- 2004年  榮獲國立傳統藝術中心典藏「清涼饗宴」木雕作品一件
- 2005年  文建會邀請「金雞報曉」美國巡迴展
- 2005年  苗栗木雕博物館「台灣當代木雕名家聯展」
- 2005年  林務局花蓮林管處林田山木雕藝術創作比賽名師創作邀請
- 2005年  文建會邀請「金雞報曉」美國巡迴展
- 2006年  總統府邀請「犬心犬意」工藝聯展

```
        加拿大溫哥華台灣文化節_台灣工藝大展
```

- 2007年  國立傳統藝術中心「木藝大展」邀請展

```
        台南縣政府邀請「自然覺友情_自然之美藝術創作聯展」
        苗栗縣美術家聯展邀請展
        三義木雕博物館面像木雕專題邀請展
```

- 2008年  北台八縣市藝術家巡迴展

```
        總統府「鋒之戀」特展邀請聯展
        三義木雕博物館「化物行體」木雕個展
        陸軍總部邀請木雕個展
        台灣文化創意產業展覽會 樂活工藝邀請展
        新竹市文化局木雕個展
        新竹市文化局「匠心巧思」台灣當代工藝展
```

- 2009年  日本NGO亞細亞藝術聯盟邀請展於日本京都美術館「2009探索台灣之美」

```
        新竹縣文化局「桐花開 創意來」藝術創作聯展
```

- 2010年  台北社教館「巧藝澤學」木雕個展

```
        中、日木雕藝術交流聯展
        台北京華城百貨「巧藝澤學」木雕個展
```

- 2011年  台北行天宮玄空圖書館邀請「巧藝澤學」木雕個展

```
        台南市文化局 台灣工藝之家聯展
```

- 2013年  台中市文化邀請「宜古宜今」木雕個展

```
        2013台北國際畫廊藝術博覽會
```

- 2014年  法國羅浮宮carrousel卡洛斯廳 巴黎東西方國際藝術展

```
        台南市總爺藝文中心邀請「宜古宜今」木雕個展
```

## 得獎記錄
- 1993年  台灣省木雕創作比賽佳作
- 1993年  新竹美術家聯展佳作
- 1997年  第五十一屆全省美展入選
- 1998年  竹塹美展佳作
- 1998年  第六屆工藝之夢入選
- 2000年  台灣省木雕藝術創作比賽優選
- 2001年  第九屆工藝之夢入選
- 2004年  全國木雕創作比賽第二名
- 2005年  全國木雕創作比賽雙優選
- 2005年  第五屆國家工藝獎雕塑類入選
- 2005年  全國木雕創作比賽雙優選
- 2006年  榮獲台中市全國第二屆「大墩工藝師」授證
- 2007年  榮獲文建會國立臺灣工藝研究所「臺灣工藝之家」授證
- 2008年  小琉球漂流木生活創意木雕比賽 木雕達人二等獎
- 2009年  台灣工藝競賽傳統組 佳作
- 2010年  榮獲苗栗縣全國第一屆「台灣木雕工藝師」授證
- 2012年  榮獲中國、黑龍江省授證「大師榮譽證書」

## 資料來源
- 國立台灣工藝研究發展中心--沈培澤[永久]
- 台灣工藝生活美學概念館--沈培澤[永久]